# Iosi, el espía arrepentido
Iosi, el espía arrepentido (bra: Iosi, o Espião Arrependido) é uma série de televisão argentina-uruguaia de suspense criada por Daniel Burman para o Prime Video. A série conta a história real de um espião da Polícia Federal Argentina que se infiltra em uma comunidade judaica para coletar informações, que aparentemente foram usadas para realizar os ataques terroristas contra a embaixada de Israel em 1992 e a AMIA em 1994. É estrelado por Natalia Oreiro, Gustavo Bassani, Alejandro Awada, Carla Quevedo, Minerva Casero, Juan Leyrado, Marco Antonio Caponi, Daniel Kuzniecka e Matías Mayer. A série estreou em 29 de abril de 2022.
Em maio de 2022, foi confirmado que havia sido foi renovada para uma segunda temporada, que estreou em 27 de outubro de 2023.

## Sinopse
A série conta a história real de um jovem oficial de inteligência da Polícia Federal Argentina, que recebe de seus superiores a missão de passar anos se infiltrando nas comunidades judaicas para coletar informações sobre o Plano Antinia, que mais tarde foi utilizado para perpetrar os ataques terroristas contra a embaixada de Israel em 1992 e o ataque terrorista de 1994 a AMIA, no qual vários ocultadores foram descobertos e condenados, e ali foram assassinadas 107 pessoas.

## Elenco

### Principal
- Natalia Oreiro como Claudia
- Gustavo Bassani como José Pérez / Iosi
- Alejandro Awada como Saúl Menajem
- Carla Quevedo como Eli
- Minerva Casero como Dafne Menajem
- Juan Leyrado como Abraham Glusberg
- Marco Antonio Caponi como Luis Garrido
- Daniel Kuzniecka como Aarón
- Matías Mayer como Víctor Kesselman

### Secundário
- Mirella Pascual como Zuni
- Damián Dreizik como Marcelo
- César Troncoso como Castaño
- Carlos Belloso como Kadar

### Participações
- Roly Serrano como Ministro Aquino
- Julián Ache Pérez Zinola como Jonás Kesselman
- Mercedes Morán como Mónica Raposo
- Danna Liberman como Silvina
- Miguel Di Lemme como Daniel Cruz
- Lucio Hernández como Salerno
- Víctor Wainbuch como Rabino Straimel
- Fernando Miró como Fiscal Castillo
- Roberto Suárez como Horacio Gutiérrez
- David Masajnik como Doutor Roitman

## Produção
As filmagens da primeira temporada ocorreram em vários locais do Uruguai durante 2021. Embora as gravações tenham ocorrido principalmente em Montevidéu, várias cidades do departamento de Canelones, como Progreso, Cerrillos, La Paz e Paso de Carrasco também foram incluídas.

## Episodios
| Temporada | Temporada | Episódios | Episódios | Originalmente lançado |
| --------- | --------- | --------- | --------- | --------------------- |
|           | 1         | 8         | 8         | 29 de abril de 2022   |
|           | 2         | 8         | 8         | 27 de outubro de 2023 |

## Prêmios e indicações
| Ano  | Prêmio                        | Categoria              | Indicado(s)                | Resultado |
| 2023 | 51º Emmy International Awards | Melhor Série Dramática | Iosi, el espía arrepentido | Indicado  |
| 2023 | 51º Emmy International Awards | Melhor Ator            | Gustavo Bassani            | Indicado  |
| 2024 | 52º Emmy International Awards | Melhor Série Dramática | Iosi, el espía arrepentido | Indicado  |